# 中野英明
中野 英明（なかの ひであき、1957年7月17日 - ）は、熊本県出身の元プロ野球選手（投手）。

## 経歴
東海大二高では、エースとして春季九州大会に進むが、1回戦で普天間高に延長10回敗退。練習試合では東海大相模高の原辰徳を三振に打ち取ったこともある。
貴重な左腕投手であり、鈴木啓示二世と評価され、1975年のドラフト1位で近鉄バファローズに入団。勝負球はストレートで、シュート、スライダー、カーブと球種は豊富だったが、一軍公式戦の出場がないまま、1980年限りで引退。

## 詳細情報

### 年度別投手成績
- 一軍公式戦出場なし

### 背番号
- 23 （1976年 - 1980年）